# Урбилатерия
Урбилатерия (лат. Urbilateria) — гипотетический ближайший общий предок билатерий, то есть животных, исходно имеющих билатеральную симметрию. Внешний вид урбилатерии и её морфологическое строение, свойства, состав генома до сих пор являются предметом научных дискуссий. Ни один гипотетический представитель урбилатерий до сих пор не был обнаружен среди окаменевших остатков древних животных. Более того, маловероятно, что окаменевшие останки такого организма, который большинство специалистов согласились бы считать урбилатерией, когда-либо будут обнаружены, потому что этот организм, скорее всего, был слишком мал, чтобы оставить какой-то заметный, хорошо различимый отпечаток, и, скорее всего, не имел ни внешнего (экзоскелет), ни внутреннего (эндоскелет) твёрдого скелета, который мог бы окаменеть. Поэтому судить о морфологии и геноме урбилатерий возможно лишь по косвенным признакам и реконструировать их на основании общих признаков всех ныне живущих потомков урбилатерии из разных ветвей эволюционного древа. При таком подходе реконструированная морфология урбилатерий очень сильно зависит от того, как определять сам термин «урбилатерия», то есть, какие именно признаки считать общими для всех потомков урбилатерии, какие группы живых организмов включать в число её потомков — то есть в кладу билатерий. Вопрос, по которому среди учёных до сих пор нет консенсуса, состоит в том, включать или не включать в состав клады билатерий примитивных червей — так называемых ацеломорф. От этого зависит как предполагаемое положение урбилатерий на эволюционном древе по отношению к другим кладам (см. кладограмму справа), так и предполагаемая по результатам реконструкции морфология этого гипотетического организма, и состав его генома.
Поскольку все первичноротые и вторичноротые организмы имеют общие морфологические и функциональные особенности, имеющие смысл только для достаточно крупных (макроскопических) организмов, такие, как наличие кровеносной системы, кишечника и выделительной системы, их общий предок также мог быть макроскопическим и тоже был достаточно сложным и мог иметь подобные органы и структуры в своём теле. Однако такие большие, макроскопические организмы с большой вероятностью должны были бы оставить окаменевшие отпечатки. Но первые признаки подобных следов обнаруживаются в палеонтологической летописи достаточно поздно, гораздо позже момента разделения на первичноротых и вторичноротых, то есть гораздо позже того времени, когда гипотетическая урбилатерия должна была жить. Это приводит к мысли о том, что урбилатерия, вероятно, была очень маленьким организмом — слишком маленьким, чтобы оставить какой-либо заметный след в виде окаменевших отпечатков в палеонтологической летописи, и была достаточно простым, примитивным организмом и, в частности, была мягкой, не имела ни экзоскелета, ни эндоскелета. Но именно такие свойства предполагаются для урбилатерии в том случае, если урбилатерию определять как последнего общего предка не только первичноротых и вторичноротых, но и ацеломорф, то есть, если включать в кладу билатерий, наряду с первичноротыми и вторичноротыми, также и ацеломорф.

## Датирование урбилатерии
Первые признаки организмов, скорее всего обладавших билатеральной симметрией, обнаруживаются в палеонтологической летописи в конце эдиакарского периода, около 570 млн лет назад. Древнейший организм, который учёные с уверенностью относят к билатериям, — кимберелла — жил в самом конце эдиакарского периода, приблизительно 555 млн лет назад. В палеонтологической летописи есть некоторое количество более ранних окаменевших отпечатков организмов, которые, возможно, могли обладать билатеральной симметрией. Однако в отношении их среди учёных нет консенсуса. Так, в частности, Vernanimalcula, жившая около 580 млн лет назад, часто интерпретируется как одна из самых ранних, если не самая ранняя, билатерия. Однако ряд учёных считает, что эти окаменевшие отпечатки вообще не относятся к отпечаткам живого организма, и представляют собой просто геологический артефакт, спиралевидный пузырёк, наполненный жидкостью и в таком виде впечатавшийся в окаменевший ил. Окаменевшие, фоссилизированные отпечатки эмбрионов также известны примерно с того же времени, когда жила Vernanimalcula (около 580 млн лет назад). Но ни один из отпечатков эмбрионов этого периода не носит признаков явной билатеральной симметрии, или хотя бы признаков, характерных для ранних стадий развития эмбрионов современных билатерий — таких, как формирование бластулы с внутренней полостью — бластоцелем, двухслойная структура бластодермы с образованием эпибласта и гипобласта. Некоторые авторы вообще отрицают, что это могут быть эмбрионы каких-то сложно устроенных животных, и полагают отпечатки «эмбрионов» эдиакарского периода не отпечатками эмбрионов, а колониями восстанавливающих серу бактерий или каких-то простейших, или же примитивными многоклеточными организмами типа губок и слизевиков, состоящими из сборок одинаковых клеток, и не нуждающимися в такой сложной процедуре, как эмбриогенез.
Однако другие авторы указывают, что из факта ненахождения эмбрионов, напоминающих эмбрионы современных билатерий, в эдиакарских отложениях, нельзя делать категоричных выводов об истинном отсутствии среди жившей тогда фауны организмов, обладавших билатеральной симметрией. Причина отсутствия подобных эмбрионов в эдиакарских отложениях может заключаться, например, в том, что эдиакарские билатерии не откладывали свои яйца в ил, как более примитивные организмы, а выпускали их в свободную воду (как многие современные организмы). В иле у эмбрионов более высокая вероятность сохраниться в окаменевших отложениях.
Молекулярные часы могут позволить ориентировочно определить время расхождения различных клад билатерий между собой, и, таким образом, дать приблизительную оценку того, когда мог жить их последний общий предок — урбилатерия. Датирование по молекулярным часам имеет большую погрешность и даёт большой разброс дат. Однако со временем метод улучшается и его точность возрастает. Кроме того, в связи с постепенной идентификацией всё большего числа гомологичных генов у разных клад билатерий, возникает возможность сверить показания «молекулярных часов» по разным комбинациям ортологичных генов, и выбрать наиболее хорошо согласующиеся между собой оценочные значения. Последние оценки по молекулярным часам совместимы с палеонтологическими представлениями о том, что первые билатерии появились в конце эдиакарского периода, около 550—600 млн лет назад. Однако вполне возможно, что билатерии возникли значительно раньше, и что более старые оценки по молекулярным часам, дававшие цифры порядка 800 млн лет назад, на самом деле ближе к реальности. Отсутствие же видимых отпечатков ранних билатерий в палеонтологической летописи может объясняться тем, что эти организмы были очень маленькими и мягкими, и не имели ни экзо-, ни эндоскелета.